# Űrvihar (film)
Az Űrvihar (eredeti cím: Geostorm) 2017-ben bemutatott amerikai sci-fi, katasztrófafilm, melyet a saját rendezői debütálásával Dean Devlin írt és rendezett. Szereplők Gerard Butler, Jim Sturgess, Abbie Cornish, Alexandra Maria Lara, Richard Schiff, Robert Sheehan, Daniel Wu, Eugenio Derbez, Ed Harris és Andy García.

## Cselekmény
Az emberi civilizációt folyamatos veszélyekbe sodorja a globális felmelegedés: jégsapkák olvadnak meg, a tengerek szintje megemelkedik, városokat önt el a víz, ugyanakkor hőhullámokban több millió ember hal meg. Nemzetközi összefogással egy űrállomást és egy nagyjából ezer műholdból álló hálózatot hoznak létre, amikkel kordában tudják tartani az időjárást.
Jake Lawson műholdtervező az űrállomás megálmodója, fő tervezője és első parancsnoka. Azonban politikai okokból leváltják, és helyette az öccsét, Max-et nevezik ki.
Három év telik el. Hirtelen szélsőséges időjárási jelenségek történnek: egy afganisztáni falu 300 lakosa szó szerint csonttá fagy az extrém hidegtől, Hongkongban pedig tűz tör fel az utcák alól. Az űrállomáson a hibás műholdat bevontatják, de az annak kivizsgálását végző egyik mérnök meghal, amikor hirtelen kitörnek az ablakok és ő kirepül a világűrbe. Látszólag a rendszer véletlenszerű hibáiról van szó.
Max megbízást kap rá, hogy két hét alatt találja meg a hibák okát, és szüntesse meg azokat. Max felkeresi Jake-et, akivel nincs túl jó viszonyban, azonban Jake magára vállalja a feladatot. Kiderül számára, hogy nem véletlenszerű rendszerhibákról van szó, hanem valamelyik belső ember magas szintű hozzáféréssel számítógépes vírust juttatott a rendszerbe. Jake gyanúja szerint maga az amerikai elnök állhat a dolog mögött, mivel csak neki van olyan magas szintű beavatkozási lehetősége a rendszerhez. A vírus kitörléséhez újra kellene indítani az űrállomás rendszerét, de ehhez is az amerikai elnök személyes kódja szükséges. Max egy programozó segítségét kéri, és bevonja az ügybe Sarah Wilson amerikai titkosszolgálati ügynököt, aki a menyasszonya és közvetlenül az amerikai elnök mellett dolgozik, hogy szerezze meg a kódot. Max tájékoztatja korábbi mentorát, Leonard Dekkomot és a kód megszerzéséhez a segítségét kéri. Dekkom azonban egy alkalmas pillanatban meg akarja ölni Max-et, aki számára világossá válik, hogy nem az amerikai elnök, hanem Dekkom áll a dolog mögött. Dekkom az elnök megölésétől sem riad vissza, amit egy szupervihar kiváltásával akar elérni, ami Floridában fog lecsapni, az elnöki kampány aktuális helyszínén.
Az űrállomáson eközben egy leállíthatatlan önmegsemmisítő folyamat indul be, ezért mindenkinek el kell hagynia az állomást. Jake a helyszínen marad, mivel azt állítja, hogy az elnöki kóddal meg lehet szakítani a viharokat és a megsemmisítést. Max  Sarah segítségével elrabolja az elnököt, hogy életben tudjon maradni és átadhassa a kódokat Jake-nek.
Kiderül, hogy az önmegsemmisítő folyamat szándékosan nem állítható le. Jake felfedezi, hogy az állomás új parancsnoka, egy német nő is hátramaradt, így vele együtt be tudják táplálni a kódokat, amikkel a földi viharok abbamaradnak. A fokozatosan széteső állomáson találnak egy műholdat, amibe be tudnak ülni és azzal eltávolodnak a később felrobbanó állomástól. Az egyik távozó űrsikló fel tudja venni őket a fedélzetére, és biztonságosan megérkeznek a Földre.
Közben az áruló Dekkomot elfogják és letartóztatják. Később egy új űrállomás építésébe fognak.

## Szereplők
| Szerep                                                           | Színész              | Magyar hang       |
| ---------------------------------------------------------------- | -------------------- | ----------------- |
| Jake Lawson, műholdtervező, egykori ICSS parancsnok, Hannah apja | Gerard Butler        | Kőszegi Ákos      |
| Max Lawson, Jake öccse, Hanna nagybátyja                         | Jim Sturgess         | Hevér Gábor       |
| Sarah Wilson amerikai titkosszolgálati ügynök, Max szerelme      | Abbie Cornish        | Sallai Nóra       |
| Leonard Dekkom amerikai államtitkár                              | Ed Harris            | Epres Attila      |
| Andrew Palma amerikai elnök                                      | Andy García          | Mihályi Győző     |
| Hannah Lawson, Jake lánya, Max unokahúga                         | Talitha Bateman      | Szűcs Anna Viola  |
| Cheng Long, a hongkongi "Dutch Boy program" ellenőre             | Daniel Wu            | Gémes Antos       |
| Thomas Cross, Virginia szenátora                                 | Richard Schiff       | Várkonyi András   |
| Ute Fassbinder, az ICSS űrállomás parancsnoka                    | Alexandra Maria Lara | Gubás Gabi        |
| Al Hernandez, az ICSS csapat mexikói tagja                       | Eugenio Derbez       | Görög László      |
| Duncan Taylor, az ICSS csapat brit tagja                         | Robert Sheehan       | Fehér Tibor       |
| Ray Dussette, az ICSS csapat francia tagja                       | Amr Waked            | Karácsonyi Zoltán |
| Eni Adisa, az ICSS csapat nigériai tagja                         | Adepero Oduye        | Gáspár Kata       |

Eredetileg Katheryn Winnick kapta meg Olivia Lawson, Jake exfeleségének és Hanna édesanyjának szerepét. Az újraforgatások során azonban Julia Dentonnal helyettesítették.

## Egyéb infók
A film magyar címe félrevezető, mivel nem a világűrben lezajló űrviharról van szó (lásd: űridőjárás), hanem szélsőséges időjárási jelenségekről a Föld felszínén.